# Batrisini
Batrisini (лат.) — триба коротконадкрылых жуков подсемейства ощупников из семейства стафилиниды.

## Описание
Мелкие (от 0,5 до 6 мм) красноватые или желтоватые жуки, задняя часть тела значительно шире передней. Длина головы примерно равна ширине, часто с заметными ямками или выростами. Фасеточные глаза обычно маленькие и несколько выпуклые, у некоторых видов совсем отсутствуют. Усики довольно длинные и мощные, слегка булавовидные. Второй членик часто имеет более или менее сферическую форму и может иметь заметные разрастания. Щупики часто длинные с булавовидным наружным сегментом. Переднеспинка примерно такой же длины, как и ширина, часто с заметными ямками или бороздами. Надкрылья более или менее округлые в очертании, с четкими плечами, намного шире переднеспинки. Обычно они гладкие и блестящие, с одной или несколькими глубокими продольными бороздками. Два или три задних сегмента брюшка выступают сзади надкрылий. Ноги часто относительно длинные и сильные, часто с утолщенными бедрами. Взрослые жуки часто обнаруживаются в гниющем растительном материале, таком как компост, опавшие листья, под корой и т. п. Вероятно, большинство жуков питаются клещами и другими мелкими членистоногими. 
Вершина первого сегмента усиков в дорсальной и вентральной части явственно вырезана, поэтому его боковые края на вершине зубцевидно выступают.

## Классификация
Современная классификация с 1995 года рассматривает трибу Batrisini вместе с Amauropini в составе надтрибы Batrisitae (ранее подсемейства в составе Pselaphidae, ныне Pselaphinae, Staphylinidae).
Batrisini включает около 2000 видов в 223 родах, включая такие крупные (на сентябрь 2023 года) как Batrisodes (163 вида), Arthromelus (117), Syrbatus (113), Arthmius (109), Atheropterus (106), Eleodimerus (100), Coryphomus (93), Batrisocenus (76), Sathytes (69), Arthromelodes (51).
- надтриба Batrisitae Reitter, 1882
  - триба Amauropini Jeannel, 1948
  - триба Batrisini Reitter, 1882
    - подтриба Ambicocerina Leleup, 1970
      - Ambicocerodes Leleup, 1970
      - Ambicoceropsis Leleup, 1971
      - Ambicocerus Leleup, 1970
      - Pseudambicocerus Leleup, 1970

    - подтриба Batrisina Reitter, 1882
      - Acanthanops Jeannel, 1952
      - Acanthicomus Jeannel, 1950
      - Acanthocliarthrus Leleup, 1970
      - Adiastulus Raffray, 1904
      - Amblybatrisus Chandler, 2001
      - Anama Newton & Chandler, 1989
      - Ancistromus Jeannel, 1957
      - Apobatrisus Raffray, 1897
      - Apocliarthrus Jeannel, 1959
      - Apotrabisus Jeannel, 1959
      - Arthmius LeConte, 1849
      - Arthromelodes Jeannel, 1954
      - Arthromelus Jeannel, 1949
        - подрод Arthromelus (Arthromelus) Jeannel, 1949
        - подрод Euthiomelus (Arthromelus) Jeannel, 1957
        - подрод Scaiomelus (Arthromelus) Jeannel, 1951

      - Atheropterus Raffray, 1882
        - подрод Atheropterus (Atheropterus) Raffray, 1882
        - подрод Echinotrabisus (Atheropterus) Jeannel, 1959
        - подрод Paratrabisus (Atheropterus) Jeannel, 1959
        - подрод Probatrisus (Atheropterus) Raffray, 1890
        - подрод Trabisellus (Atheropterus) Jeannel, 1952
        - подрод Trabisidius (Atheropterus) Jeannel, 1952
        - подрод Trabisinus (Atheropterus) Jeannel, 1959
        - подрод Trabisomorphus (Atheropterus) Jeannel, 1959
        - подрод Trabisonoma (Atheropterus) Jeannel, 1955
        - подрод Trabisorites (Atheropterus) Jeannel, 1952

      - Babascenellus Nomura, 1995
      - Basitrodes Jeannel, 1958
      - Batoctenus Sharp, 1887
      - Batoxyla Raffray, 1897
      - Batriasymmodes Park, 1951
        - подрод Batriasymmodes (Batriasymmodes) Park, 1951
        - подрод Extollodes (Batriasymmodes) Park, 1965
        - подрод Speleodes (Batriasymmodes) Park, 1965

      - Batribolbus Raffray, 1904
      - Batricrator Jeannel, 1957
      - Batrictenistes Löbl, 1976
      - Batrifigia Park, 1952
      - Batrinanda Park, 1952
      - Batriplica Raffray, 1904
      - Batrisaulax Jeannel, 1959
      - Batriscenaulax Jeannel, 1958
      - Batriscenellus Jeannel, 1958
        - подрод Batriscenellinus (Batriscenellus) Nomura, 1991
        - подрод Batriscenellus (Batriscenellus) Jeannel, 1958
        - подрод Coreoscenellus (Batriscenellus) Nomura & Lee, 1993
        - подрод Nipponoscenellus (Batriscenellus) Nomura, 1991
        - подрод Scaioscenellus (Batriscenellus) Jeannel, 1958

      - Batrisceninus Jeannel, 1952
      - Batrisceniola Jeannel, 1958
      - Batriscenites Jeannel, 1952
      - Batriscenodes Jeannel, 1952
      - Batrischema Newton & Chandler, 1989
      - Batrisiella Raffray, 1904[6]
      - Batrisinus Raffray, 1893
      - Batrisiotes Jeannel, 1951
      - Batrisocenus Raffray, 1903
      - Batrisochaetus Jeannel, 1959
      - Batrisochorus Jeannel, 1949
        - подрод Batrisochorus (Batrisochorus) Jeannel, 1949
        - подрод Batristellus (Batrisochorus) Jeannel, 1950

      - Batrisoconnus Leleup, 1975
      - Batrisodella Jeannel, 1954
      - Batrisodellus Jeannel, 1958
      - Batrisodema Raffray, 1890
      - Batrisodes Reitter, 1882
        - подрод Babnormodes (Batrisodes) Park, 1951
        - подрод Batrisodes (Batrisodes) Reitter, 1882
        - подрод Declivodes (Batrisodes) Park, 1951
        - подрод Elytrodes (Batrisodes) Park, 1951
        - подрод Empinodes (Batrisodes) Park, 1953
        - подрод Excavodes (Batrisodes) Park, 1951
        - подрод Pubimodes (Batrisodes) Park, 1951
        - подрод Spifemodes (Batrisodes) Park, 1953

      - Batrisodiola Jeannel, 1960
      - Batrisodites Jeannel, 1954
      - Batrisomalus Raffray, 1904
      - Batrisomellus Leleup, 1976
      - Batrisomicrus Jeannel, 1954
      - Batrisomina Raffray, 1903
      - Batrisopachys Jeannel, 1960
      - Batrisophyma Raffray, 1904
      - Batrisoplatus Raffray, 1894
      - Batrisoplisus Raffray, 1908
      - Batrisopsis Raffray, 1894
      - Batrisoschema Reitter, 1884
      - Batrisoxenus Leleup, 1971
      - Batristerus Jeannel, 1949
      - Batristhenes Jeannel, 1960
      - Batristidius Jeannel, 1950
      - Batristilbus Raffray, 1909
      - Batristites Jeannel, 1949
      - Batristogenius Jeannel, 1959
      - Batrisus Aubé 1833
      - Batrivitis Park, 1952
      - Batrixenus Newton & Chandler, 1989
      - Besuchetidia Leleup, 1981
      - Borneana L.W.Schaufuss, 1882
      - Bothriotelus Jeannel, 1951
      - Camptomodes Jeannel, 1959
      - Catoxyomus Jeannel, 1950
      - Celisia Jeannel, 1955
      - Ceroderma Raffray, 1890
      - Clarkeorites Leleup, 1974
      - Cliarthrinidius Jeannel, 1957
      - Cliarthrinus Jeannel, 1949
      - Cliarthrodes Jeannel, 1949
      - Cliarthromorphus Jeannel, 1951
      - Cliarthrus Raffray, 1877
      - Connodontinus Jeannel, 1953
      - Connodontus Raffray, 1882
        - подрод Connodontites (Connodontus) Jeannel, 1959
        - подрод Connodontus (Connodontus) Raffray, 1882

      - Conogastridius Jeannel, 1950
      - Conopygidia Jeannel, 1950
      - Conuridius Jeannel, 1950
      - Coryphomodes Jeannel, 1960
      - Coryphomoides Löbl, 1982
      - Coryphomus Jeannel, 1949
        - подрод Camptomidius (Coryphomus) Jeannel, 1959
        - подрод Camptomites (Coryphomus) Jeannel, 1949
        - подрод Coryphomellus (Coryphomus) Jeannel, 1959
        - подрод Coryphomus (Coryphomus) Jeannel, 1949

      - Cratna Raffray, 1890
      - Cylindroma Raffray, 1897
      - Daintree Chandler, 2001
      - Diaposis Raffray, 1904
      - Diaugis Raffray, 1904
      - Ectotrabisus Leleup, 1979
      - Eleodimerina Jeannel, 1960
      - Eleodimerodes Leleup, 1981
      - Eleodimerus Jeannel, 1949
      - Eubatrisus Raffray, 1890
      - Exallidius Jeannel, 1957
      - Exallomorpha Jeannel, 1950
      - Exallus Raffray, 1904
      - Exechophyes Jeannel, 1950
      - Exedrus Raffray, 1903
      - Franzorella Leleup, 1977
      - Gadgarra Chandler, 2001
      - Hemicliarthrus Jeannel, 1951
      - Hingstoniella Jeannel, 1960
      - Hulstaertites Jeannel, 1950
      - Hyobontus Newton & Chandler, 1989
      - Hypochraeus Raffray, 1904
      - Iteticus Raffray, 1904
      - Jochmansiella Leleup, 1976
      - Kigatrodes Jeannel, 1958
      - Korovodes Park, 1952
      - Leleupia Jeannel, 1950
        - подрод Leleupia (Leleupia) Jeannel, 1950
        - подрод Paraleleupia (Leleupia) Jeannel, 1950

      - Leleupiastes Jeannel, 1960
      - Leptobatrisus Jeannel, 1951
        - подрод Leptobatrisus (Leptobatrisus) Jeannel, 1951
        - подрод Strongylomus (Leptobatrisus) Jeannel, 1952

      - Loebliella Leleup, 1981
      - Lukwangulorites Leleup, 1976
      - Macrodelphus Leleup, 1977
      - Madrasorites Jeannel, 1960
      - Manniconnus Park, 1949
      - Megabatrus Löbl, 1979
      - Microbatrisodes Jeannel, 1949
      - Mnia Newton & Chandler, 1989
      - Mossman Chandler, 2001
      - Nenemeca Raffray, 1904
      - Neotrabisus Jeannel, 1949
      - Nesiotomina Jeannel, 1961
      - Neurum Chandler, 2001
      - Odonticoscapus Jeannel, 1956
      - Odontoconnus Jeannel, 1959
      - Ophelius Raffray, 1904
      - Orropygia Raffray, 1910
      - Oxarthrius Reitter, 1883
        - подрод Baroxarthrius (Oxarthrius) Park, 1942
        - подрод Oxarthrius (Oxarthrius) Reitter, 1883

      - Oxyomera Raffray, 1890
      - Oxyomites Jeannel, 1954
      - Pachypygidia Jeannel, 1951
      - Pachytrabisus Jeannel, 1950
      - Panaphysis Reitter, 1882
      - Pantosiella Jeannel, 1958
      - Parabatrisus Jeannel, 1950
      - Passosiella Leleup, 1975
      - Petaloscapus Jeannel, 1958
      - Physomerinus Jeannel, 1952
      - Plocamarthrus Jeannel, 1960
      - Podus Raffray, 1882
      - Procheilophorus Leleup, 1981
      - Pseudobatrisus Raffray, 1913
      - Pseudocliarthrus Jeannel, 1953
      - Pseudoconnus Leleup, 1971
      - Pseudoctenistes Leleup, 1975
      - Pseudotrabisoides Jeannel, 1953
      - Ruacorites Jeannel, 1950
      - Ryxabis Westwood, 1870
      - Sathytes Westwood, 1870
      - Seydelites Jeannel, 1951
      - Siteromina Löbl, 1979
      - Smetanabatrus Yin & Li, 2013
      - Speobatrisodes Jeannel, 1958
      - Spurgeon Chandler, 2001
      - Stenocliarthrus Leleup, 1970
      - Stictus Raffray, 1882
      - Sulcifigia Park, 1952
      - Syrbatomorphus Jeannel, 1960
      - Syrbatus Reitter, 1882
        - подрод Syrbatidius (Syrbatus) Jeannel, 1952
        - подрод Syrbatus (Syrbatus) Reitter, 1882

      - Syrmocerus Raffray, 1898
      - Texamaurops Barr & Steeves, 1963
      - Tinaroo Chandler, 2001
      - Trabisodema Jeannel, 1950
      - Trabisoides Jeannel, 1950
      - Trabisostenus Jeannel, 1950
      - Trabisoxenus Leleup, 1971
      - Tribasodema Jeannel, 1961
      - Tribasodes Jeannel, 1958
      - Tribasodites Jeannel, 1960
      - Trichonomorphus Raffray, 1890
      - Trichopnites Dajoz, 1982
      - Trisinarthrus Jeannel, 1960
      - Trisiniotus Jeannel, 1960
      - Trisinus Raffray, 1894
      - Typhlobatrisus Jeannel, 1953
      - Typhlorites Jeannel, 1952
      - Xenadiastus Jeannel, 1950
      - Xenobasilewskyia Leleup, 1976
      - Xenobatrisus Wasmann, 1918
      - Xenocliarthrus Jeannel, 1956
      - Xenoconurus Jeannel, 1960
      - Xenolejeunea Leleup & Célis, 1969
      - Xenomachadoella Leleup, 1975
      - Xenopygia Jeannel, 1950
      - Xenopygiella Jeannel, 1953

    - Batrisini (incertae sedis)
      - Baceysus Löbl & Kurbatov, 2001
      - Batoxylomorpha Löbl & Kurbatov, 2001
      - Coryphomobatrus Löbl & Kurbatov, 2001
      - Euceroncinus Kemner, 1927
      - Pantobatrisus L.W.Schaufuss, 1890
      - Temnodera Hope, 1837
      - Veddabatrus Löbl & Kurbatov, 2001

    - подтриба Leupeliina Jeannel, 1954
      - Leupelia Jeannel, 1954

    - подтриба Stilipalpina Jeannel, 1954
      - Codonoderus Jeannel, 1956
      - Pelulea Jeannel, 1954
      - Peluleotes Jeannel, 1954
      - Stilipalpus Jeannel, 1951

  - триба Thaumastocephalini Poggi, Nonveiller, Colla, Pavićević & Rađa, 2001
    - Thaumastocephalus Poggi, Nonveiller, Colla, Pavićević & Rađa, 2001

### Дополнение
- Coryphomimus
  - Coryphomodes budda, Coryphomodes cephalicus, Coryphomodes chenzhilini
- Dendrolasiophilus